# Wabulacinus ridei
Wabulacinus ridei és una espècie extinta de marsupials carnívors. És un dels membres més primitius de la família Thylacinidae, a més de ser un dels més petits. Fou descrit a partir de material fòssil trobat a Riversleigh (Austràlia).